# Championnat britannique des voitures de tourisme 1962
Le Championnat britannique des voitures de tourisme 1962 était la 5e saison du championnat britannique des voitures de tourisme, remporté par le Rhodésien John Love, le premier vainqueur de la compétition à ne pas être de nationalité britannique.
Le championnat a débuté à Snetterton le 14 avril 1962 et s'est terminé à Oulton Park le 1er septembre 1962.

## Calendrier
| Manche | Circuit        | Date          | Pilote vainqueur | Ecurie vainqueur | Voiture vainqueur |
| ------ | -------------- | ------------- | ---------------- | ---------------- | ----------------- |
| 1      | Snetterton     | 14 avril      | Mike Parkes      | Equipe Endeavour | Jaguar Mk II 3.8  |
| 2      | Goodwood       | 23 avril      | Graham Hill      | John Coombs      | Jaguar Mk II 3.8  |
| 3      | Aintree        | 28 avril      | Graham Hill      | John Coombs      | Jaguar Mk II 3.8  |
| 4      | Silverstone    | 12 mai        | Graham Hill      | John Coombs      | Jaguar Mk II 3.8  |
| 5      | Crystal Palace | 11 juin       | Roy Salvadori    | John Coombs      | Jaguar Mk II 3.8  |
| 6      | Aintree        | 21 juillet    | Jack Sears       | Equipe Endeavour | Jaguar Mk II 3.8  |
| 7      | Brands Hatch   | 6 août        | Mike Parkes      | Equipe Endeavour | Jaguar Mk II 3.8  |
| 8      | Oulton Park    | 1er septembre | Graham Hill      | John Coombs      | Jaguar Mk II 3.8  |

## Classement final

### Pilotes
| Championnat pilotes | Championnat pilotes | Championnat pilotes | Championnat pilotes | Championnat pilotes |
| Pos.                | Pilote              | Ecurie              | Classe              | Points              |
| ------------------- | ------------------- | ------------------- | ------------------- | ------------------- |
| 1                   | John Love           | Cooper Car Co.      | A                   | 52                  |
| 2                   | Peter Harper        | Sunbeam Talbot Ltd  | B                   | 49                  |
| 3                   | Jack Sears          | Equipe Endeavour    | D                   | 38                  |
| 4                   | Graham Hill         | John Coombs         | D                   | 37                  |
| 5                   | Mike Parkes         | Equipe Endeavour    | D                   | 32                  |
| 6                   | Peter Jopp          | Alan Fraser         | B                   | 32                  |
| 7                   | Alan Hutcheson      | Barwell Motorsport  | B                   | 31                  |
| 8                   | John Whitmore       | Cooper Car Co.      | A                   | 29                  |